# Comuna Ribnica
Ribnica (Občina Ribnica) este o comună din Slovenia, cu o populație de 9.266 de locuitori (2002).

## Localități
Andol, Blate, Breg pri Ribnici, Breže, Brinovščica, Bukovec pri Poljanah, Bukovica, Dane, Dolenja vas, Dolenje Podpoljane, Dolenji Lazi, Dule, Črnec, Črni Potok pri Velikih Laščah, Finkovo, Gašpinovo, Gorenje Podpoljane, Gorenji Lazi, Goriča vas, Graben, Grčarice, Grčarske Ravne, Grebenje, Grič, Hojče, Hrovača, Hudi Konec, Jelenov Žleb, Junčje, Jurjevica, Kot pri Rakitnici, Kot pri Ribnici, Krnče, Levstiki, Lipovec, Makoše, Marolče, Maršiči, Nemška vas, Ortnek, Otavice, Perovo, Praproče, Prigorica, Pugled pri Karlovici, Pusti Hrib, Rakitnica, Ribnica, Rigelj pri Ortneku, Sajevec, Slatnik, Sušje, Sveti Gregor, Velike Poljane, Vintarji, Vrh pri Poljanah, Zadniki, Zadolje, Zapuže pri Ribnici, Zlati rep, Škrajnek, Žlebič, Žukovo